# La Haute-Chapelle
Pour les articles homonymes, voir Chapelle (homonymie).
La Haute-Chapelle est une ancienne commune française, située dans le département de l'Orne en région Normandie, devenue le 1er janvier 2016 une commune déléguée au sein de la commune nouvelle de Domfront en Poiraie.
Elle est peuplée de 539 habitants.

## Géographie
La commune est en Domfrontais dans le pays de Passais, en Bocage normand. Son bourg est à 3,5 km au nord-ouest de Domfront, à 20 km au sud-ouest de Flers, à 21 km au sud de Tinchebray et à 24 km à l'est de Mortain.
| Lonlay-l'Abbaye, Rouellé | Lonlay-l'Abbaye                               | Saint-Bômer-les-Forges |
| Rouellé                  | La Haute-Chapelle                             | Domfront               |
| Saint-Roch-sur-Egrenne   | Saint-Mars-d'Égrenne, Saint-Gilles-des-Marais | Domfront               |

## Toponymie
Le nom de la localité est attesté sous la forme Capella vers 1020 et Alta Capella vers 1050. Cette dernière forme accrédite l'évidence conforme au sens actuel, confirmée par la topographie du bourg.

## Politique et administration
| Période                                  | Période  | Identité      | Étiquette | Qualité     |
| ---------------------------------------- | -------- | ------------- | --------- | ----------- |
| 1991                                     | En cours | Roger Grippon | SE        | Agriculteur |
| Les données manquantes sont à compléter. |          |               |           |             |

Le conseil municipal est composé de quinze membres dont le maire et trois adjoints.

## Démographie
L'évolution du nombre d'habitants est connue à travers les recensements de la population effectués dans la commune depuis 1793. À partir du 1er janvier 2009, les populations légales des communes sont publiées annuellement dans le cadre d'un recensement qui repose désormais sur une collecte d'information annuelle, concernant successivement tous les territoires communaux au cours d'une période de cinq ans. 
Pour les communes de moins de 10 000 habitants, une enquête de recensement portant sur toute la population est réalisée tous les cinq ans, les populations légales des années intermédiaires étant quant à elles estimées par interpolation ou extrapolation. Pour la commune, le premier recensement exhaustif entrant dans le cadre du nouveau dispositif a été réalisé en 2004,.
En 2021, la commune comptait 539 habitants, en évolution de −9,72 % par rapport à 2015 (Orne : −1,53 %, France hors Mayotte : +2,49 %).
La Haute-Chapelle a compté jusqu'à 1 418 habitants en 1806.
| 1793  | 1800  | 1806  | 1821  | 1831  | 1836  | 1841  | 1846  | 1851  |
| ----- | ----- | ----- | ----- | ----- | ----- | ----- | ----- | ----- |
| 1 140 | 1 226 | 1 418 | 1 209 | 1 143 | 1 190 | 1 197 | 1 259 | 1 275 |

| 1856  | 1861  | 1866  | 1872  | 1876  | 1881  | 1886  | 1891  | 1896  |
| ----- | ----- | ----- | ----- | ----- | ----- | ----- | ----- | ----- |
| 1 273 | 1 206 | 1 155 | 1 107 | 1 104 | 1 087 | 1 040 | 1 092 | 1 054 |

| 1901 | 1906 | 1911 | 1921 | 1926 | 1931 | 1936 | 1946 | 1954 |
| ---- | ---- | ---- | ---- | ---- | ---- | ---- | ---- | ---- |
| 998  | 988  | 930  | 816  | 827  | 805  | 819  | 727  | 760  |

| 1962 | 1968 | 1975 | 1982 | 1990 | 1999 | 2004 | 2009 | 2014 |
| ---- | ---- | ---- | ---- | ---- | ---- | ---- | ---- | ---- |
| 744  | 644  | 553  | 563  | 574  | 610  | 613  | 604  | 597  |

| 2018 | - | - | - | - | - | - | - | - |
| ---- | - | - | - | - | - | - | - | - |
| 549  | - | - | - | - | - | - | - | - |

## Lieux et monuments

### Le gisement d’argile grésante de la Goulande

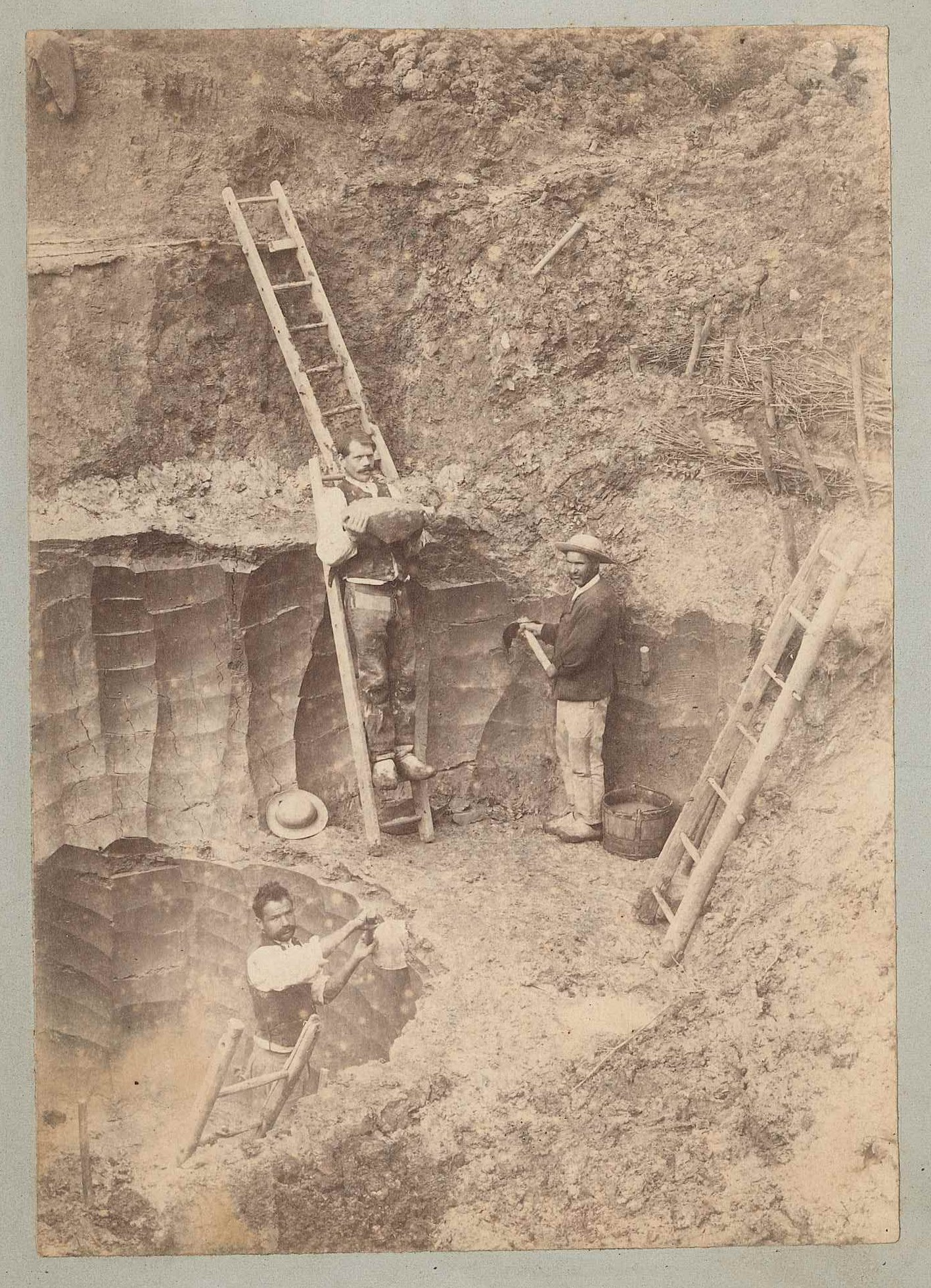
Ouvriers dans une fosse de la carrière d'argile grésante de la Goulande fin du XIXe siècle à La Haute-Chapelle.

L’activité potière et l’invention du grès dans le Mortainais-Domfrontais naissent à la fin du XIIIe siècle autour du village de la Goulande.  
Les fouilles archéologiques et les repérages réalisées par Bruno Fajal (CRAM) à partir des années 1990, montrent que les premiers ateliers médiévaux produisant des protogrès se situent au contact du gisement d’argile dit « de la Goulande » dans les villages de la Goulande, la Pesnières et la Picaudière, ainsi que sur Saint-Gilles-des-Marais et sur Saint-Georges-de-Rouelley (Manche). 
Initialement datées du début du XIVe siècle lors des fouilles archéologiques des années 1990, des études céramologiques récentes font désormais remonter ces ateliers potiers à la deuxième moitié du XIIIe siècle.
Localisée au fond de la vallée de l'Égrenne sur les communes de La Haute-Chapelle et de Saint-Gilles-des-Marais (Orne), cette seule carrière, petite loupe d’argile grésante, a alimenté tous les potiers de grès du sud de la Normandie pendant les six siècles de production des ateliers. Cuite à 1 300 °C, cette argile plastique donne ce grès imperméable tant recherché pour la conservation des aliments.
Issu d’un dépôt de vases au fond d’une lagune au début de l’ère Quaternaire (Pléistocène ancien, il y a 2,5 millions d’années), cette argile est exploitée en fosses par les goulandiers équipés de grosses houes, les houettes, qui permettent d’extraire à chaque coup une motte d’une vingtaine de kilogrammes. 
Exploitée d’avril à novembre afin d’éviter les pluies d’hiver qui rendent les chemins impraticables et les fosses d’extraction inexploitables, l’argile est transportée jusqu’au ateliers à dos de cheval du Moyen Âge jusqu’en 1860. Au milieu du XIXe siècle, ce sont jusqu’à 250 tonnes de terre qui sont extraites par an, nécessitant pour leur transport journalier plus de cent chevaux pendant les sept mois d’extraction. Avec l’amélioration de la voirie, des charrettes sont utilisées pour parcourir les quinze kilomètres de trajet jusqu’aux ateliers potiers de Ger (Manche) sur laquelle se sont concentrés les ateliers depuis le XVIe siècle.
L'histoire de la carrière de la Goulande et celle des ateliers potiers sont présentées au musée de la céramique - centre de création implanté dans l'ancien village potier du Placître à Ger (Manche) dans lequel est présenté une exceptionnelle collection de poteries de Ger, du Cotentin et du Bessin.

### Les manoirs
Trois manoirs, édifiés sur le territoire de la commune de La Haute Chapelle, sont protégés au titre de la législation sur les monuments historiques. Les matériaux principaux, en cette extrémité du Massif armoricain, en sont le grès schisteux et l'ardoise.

### Le manoir de la Chaslerie

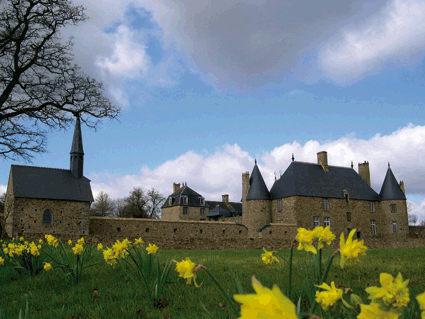
Le manoir de la Chaslerie.

Le manoir de la Chaslerie se compose, sur une pente dominant un petit ruisseau, le Beaudouët (affluent de l'Égrenne), d'un ensemble pittoresque de bâtiments construits sur un site ancien (près d'une voie romaine), du XVIe au XVIIIe siècle, et de formes très diverses, notamment au niveau des toitures. Il est situé à cinq kilomètres environ au nord de Domfront, sur la route de Lonlay-l'Abbaye.
Inscrit, avec l'ensemble de ses dépendances, au titre des monuments historiques par arrêté ministériel de 1926 pris à l'initiative d'Édouard Herriot, le manoir a été classé monument historique en 1995. L'ancienne allée est inscrite en 1993.

### Le manoir de la Saucerie

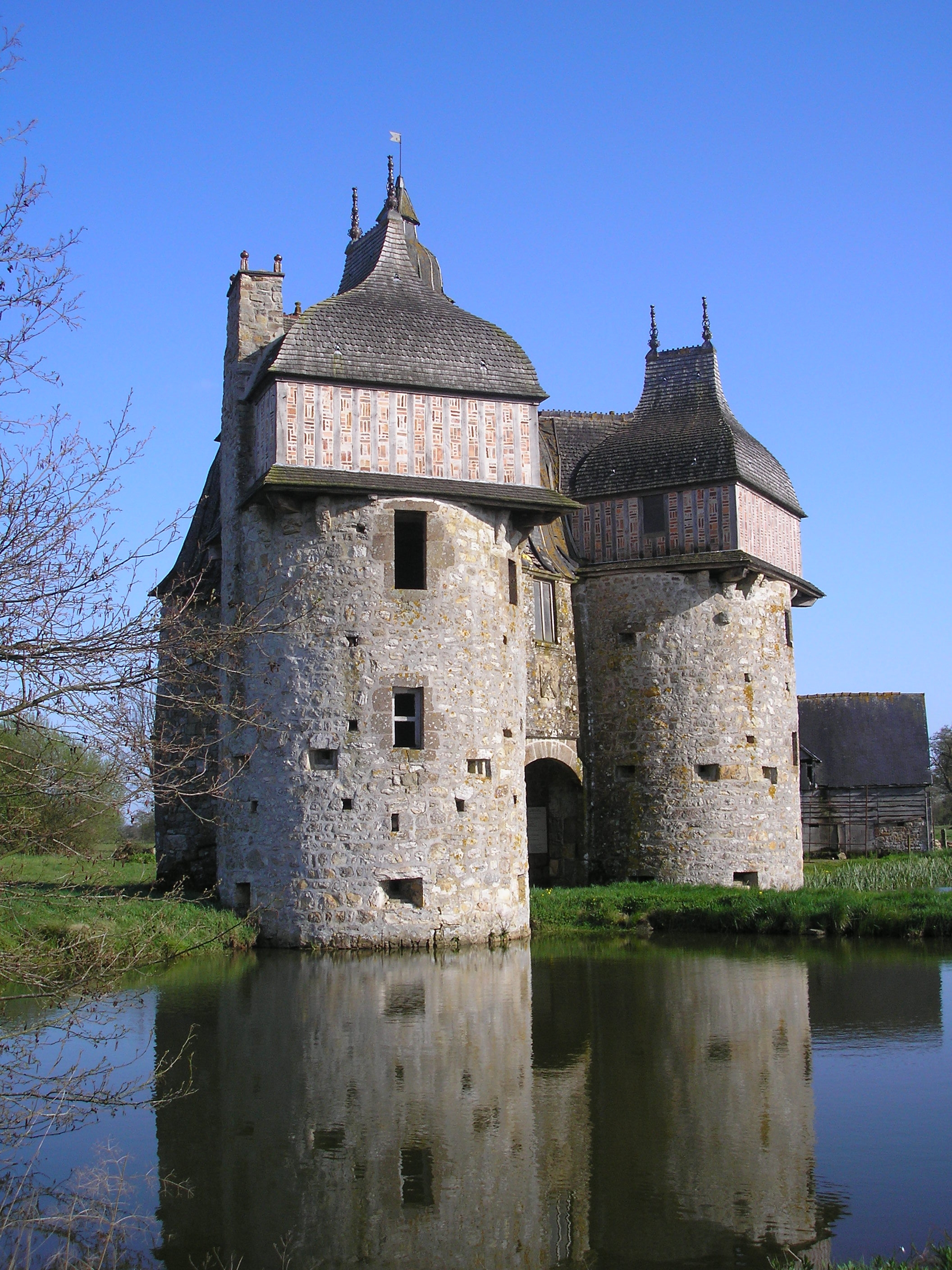
La porte du manoir de la Saucerie.

Bâti dans une sorte de bout-du-monde marécageux, le manoir de la Saucerie, classé parmi les monuments historiques en 1955, est aussi remarquable par son histoire que par les vestiges qui en demeurent.
Le fief de la Saucerie fut donné, à la fin du XIIe siècle, à Robert Le Saucier, l'un de ses fidèles serviteurs, par la reine Aliénor d'Aquitaine, veuve d'Henri II Plantagenêt, mère de Richard Cœur-de-Lion, roi d'Angleterre, et grand-mère de Louis IX, roi de France (saint Louis). Ce serviteur était le saucier de la reine, c'est-à-dire l'officier de cuisine chargé de préparer ou de surveiller la salaison, les saumures et les sauces, une mission de confiance à l'époque ; il exerçait également la fonction de bailli de Domfront, avec des attributions comptables et fiscales. Le château de Domfront appartenait alors au douaire de la reine d'Angleterre et duchesse de Normandie ; la reine y faisait de fréquents séjours.
Après avoir été détenu au XIVe siècle par la famille de Villaines, alliée par mariages à la famille Le Saucier, le fief entra au XVe siècle dans la famille Doynel dont un représentant. Élyette Saint-Léger (née Doynel de La Saucerie) possède toujours le manoir au début du XXIe siècle. À la Révolution, la Saucerie fut vendue comme bien national et en grande partie démantelée, mais la famille Doynel put en récupérer la propriété au cours du XIXe siècle.
Malgré la bonne conservation de la porte monumentale, le site seigneurial de la Saucerie a été profondément bouleversé au fil des siècles et reste mal connu. Les vestiges actuels sont surprenants mais ne donnent qu'une vision très partielle de l'ensemble fortifié, encore en place au milieu du XIXe siècle.
Bien qu'aujourd'hui tous les bâtiments seigneuriaux soient inclus à l'intérieur d'un même site fossoyé, l'examen des façades de la porte monumentale montre qu'à l'origine, deux enclos existaient, correspondant à une cour et à une basse-cour.
La porte monumentale constitue à elle seule une unité d'habitation et de défense, un véritable manoir. Sans doute bâtie au XVIe siècle, elle comporte, sur chacune de ses deux principales façades, une porte charretière et une porte piétonne, équipées chacune, à l'origine, d'un pont-levis. L'habitation se développe sur quatre niveaux et trois étages, avec un grand nombre de postes de tir intérieurs pour arbalètes ou armes à feu. L'impression qui s'en dégage est une impression de force, avec quatre échauguettes (à l'origine) et un hourois placé en couronnement au sommet des tours et qui rappelle d'anciens hourds de défense. Les couvertures en bardeaux de châtaignier, en forme de carène de navire renversé surmontées d'un élégant clocheton, sont en cours[Quand ?] de restauration. Elles confèrent à l'ensemble une personnalité et un pittoresque incontestables.
Un second manoir, aujourd'hui disparu, fut construit au début du XVIIe siècle à l'arrière de cette porte-châtelet. Il était certainement plus confortable. Certaines de ses pierres, sculptées dans le goût de la Renaissance, ont été réemployées dans le bâtiment d'habitation actuel devant lequel fut creusé l'ancien puits à margelle ouvragée.
Il demeure en outre un colombier en colombages, de forme octogonale.

### Le manoir de la Guyardière

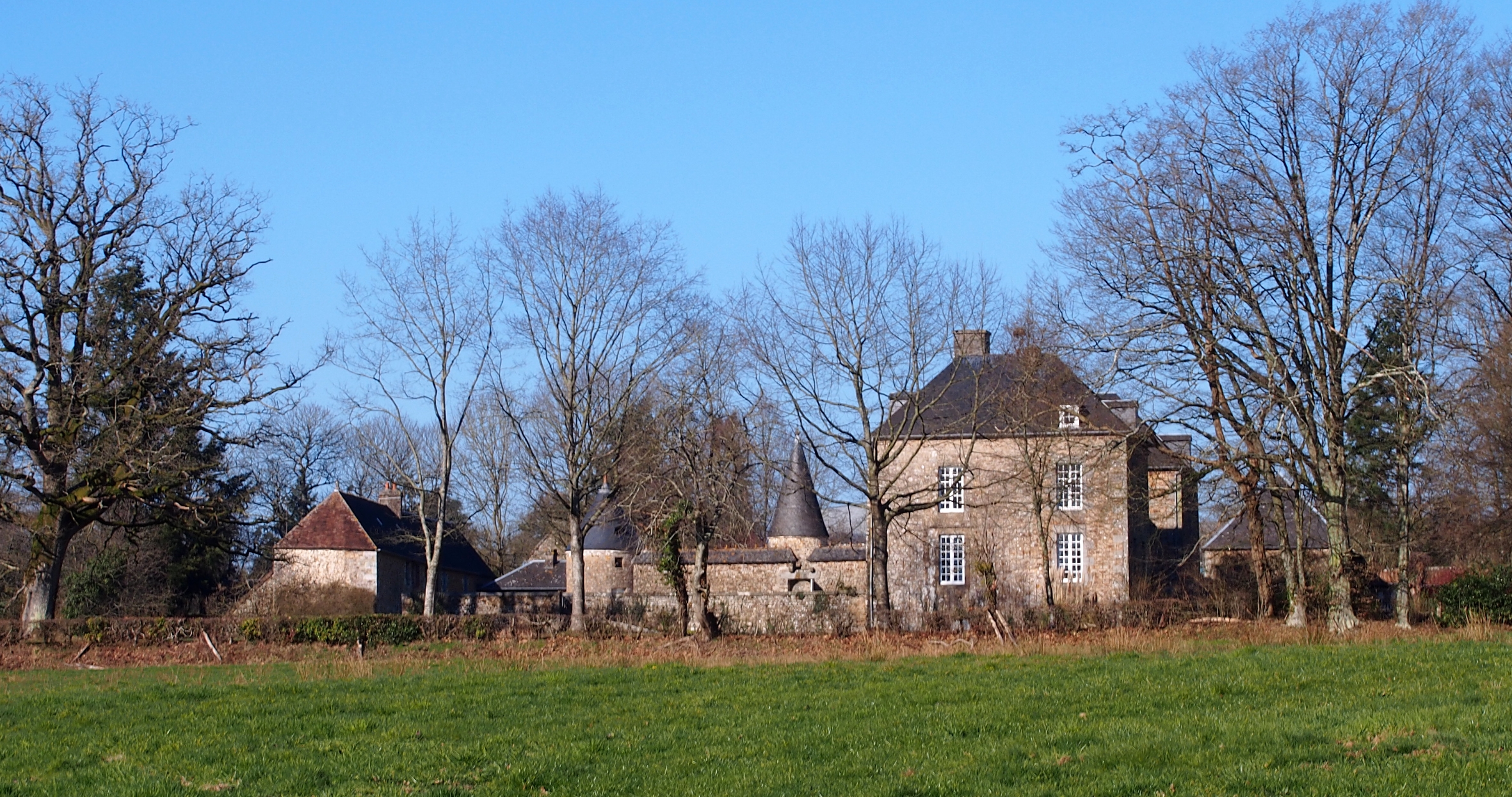
Le manoir de la Guyardière.

Le bâtiment principal du manoir de la Guyardière, d'aspect simple, se compose d'un gros corps de logis rectangulaire à fronton central classique réalisé au XVIe siècle et remanié en 1631 et au XIXe siècle, cantonné à l'arrière par deux pavillons carrés qui ont alors remplacé deux tours rondes. Il est entièrement entouré de belles douves en eaux et protégé par une tour cylindrique du XVIe siècle dans un angle de sa cour d'honneur. Son avant-cour est introduite par deux tourelles circulaires, également du XVIe siècle, qui délimitent une porte voûtée en plein cintre surbaissé.
Le blason qui orne cette porte voûtée présente les armes jumelées de deux familles successivement propriétaires ce manoir :
- à gauche, les Cormier, « de gueules au chevron d'or et aux trois croissants posés deux en chef, un en pointe » ;
- à droite, les Le Herissey, « d'argent aux trois hérissons de sable posés 2 et 1 ».

Une majestueuse allée d'arbres de haute tige, marquée par la tempête de 1999, relie le manoir à la route voisine. Le site de la citadelle et du donjon de Domfront est visible du manoir.
Durant la Seconde Guerre mondiale, les officiers affectés à la Kommandantur de Domfront avaient établi leur résidence à la Guyardière. Lors des combats de la Libération, l'hôpital de Domfront y fut transféré pendant quelques mois par les autorités sanitaires civiles.
De nos jours, une fête horticole annuelle, organisée au manoir le deuxième dimanche d'octobre, connaît un succès croissant auprès du public.
Le manoir a été inscrit en 1992 au titre des monuments historiques.

### Autres monuments
- L'église Notre-Dame (XIXe siècle).

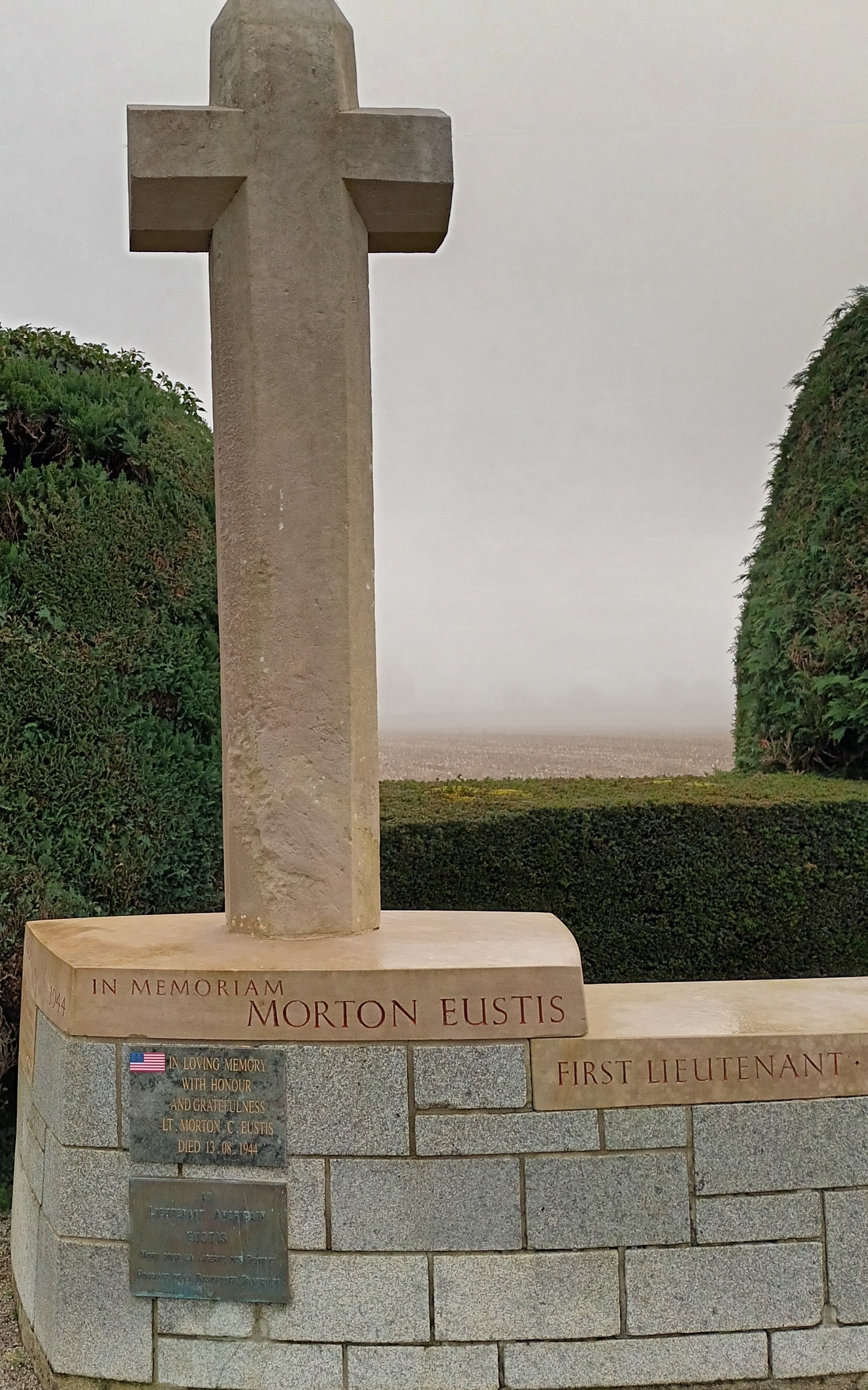
Le mémorial Morton Eustice.

- Mémorial Morton Eustice, sur la D 976, au lieu-dit la Guérousière. Le lieutenant Morton Eustice du district de Colombia est le petit-fils du vice président Levi Morton[17]. Le 10 août 1944 la 2e division blindée s’établit à Barenton, pendant la contre-attaque de Mortain[18]. Le 13 août 1944, le 82e bataillon de reconnaissance blindée (en) progresse entre Saint-Mars-d'Égrenne et Domfront, et le lieutenant trouve la mort à l’âge de 39 ans, sous les balles de ses adversaires nazis. Mort pour la liberté des peuples, honoré ainsi par la résistance française en 1944, sa mère lui a construit ce mémorial près du Pont d’Égrenne. Chaque année, une cérémonie a lieu en son honneur[19],[20].

## Personnalités liées à la commune
- Paul Feillet, gouverneur de la Nouvelle-Calédonie, dont les ancêtres possédaient depuis le XVIIe siècle les terres de la Braudière et de la Pilaterie[21].